# دانلد کنوت
دانلد اروین کنوث (به انگلیسی: Donald Ervin Knuth) (زاده ۱۰ ژانویه، ۱۹۳۸) دانشمند علوم رایانه و استاد افتخاری در دانشگاه استانفورد در ایالت کالیفورنیای آمریکا است.
شهرت کنوث بیش از هر چیز مربوط به نگارش مجموعه کتاب‌های هنر برنامه‌نویسی رایانه است که یکی از گرانبهاترین مراجع در زمینه علوم رایانه به‌شمار می‌رود.
او عملاً پایه‌گذار رشته آنالیز الگوریتم‌ها است و سهم فراوانی در گسترش مبانی نظری شاخه‌های گوناگون علوم رایانه داشته‌است. وی همچنین طراح سیستم حروف‌چینی تک TeX و سامانه طراحی حروف فراقلم (Metafont) و مطرح‌کننده مفهوم برنامه‌نویسی ادیبانه است.

## پژوهش‌ها و فعالیت‌های دانشگاهی
زادگاه وی شهر میلواکی در ویسکانسین است و دوره‌های کارشناسی و کارشناسی ارشد در رشته ریاضیات را تا ۱۹۶۰ در مؤسسه فناوری کیس گذراند.

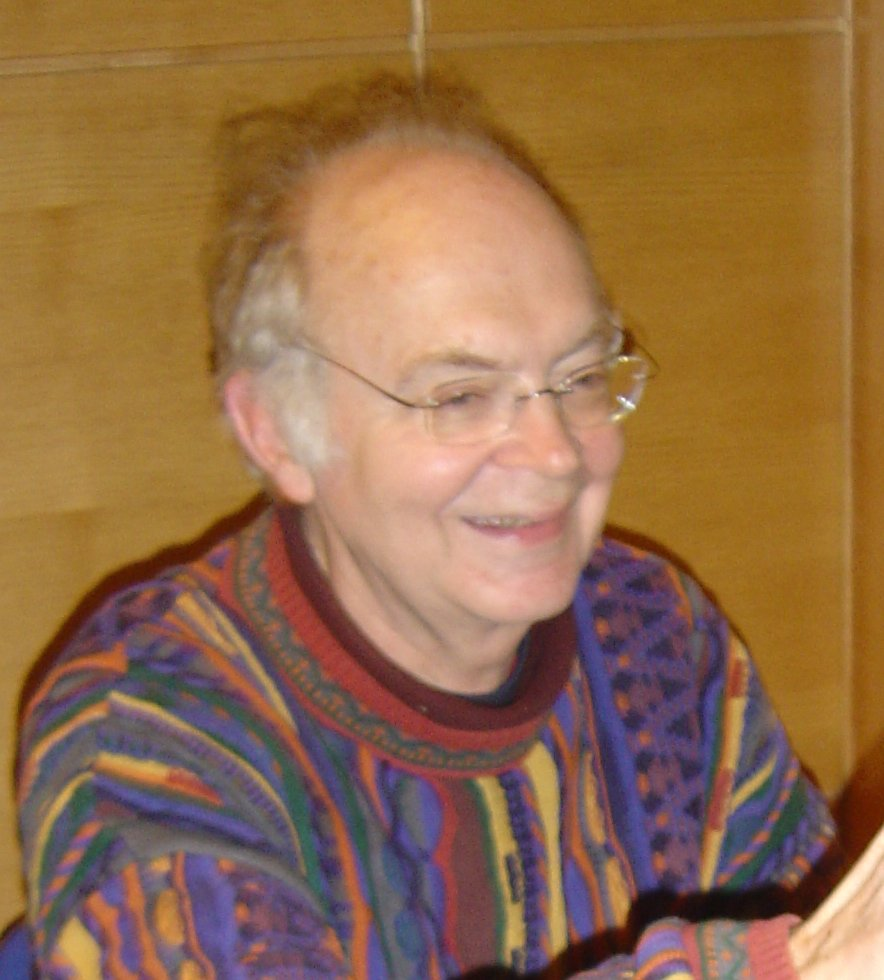
کنوث، ۴ مارس ۲۰۰۵

در ۱۹۶۳ دکترای خود در ریاضیات را از مؤسسه فناوری کالیفرنیا دریافت کرد؛ همان‌جا بود که به مقام استادی رسید و کار بر روی «هنر برنامه‌نویسی رایانه» را آغاز کرد، کتابی که قرار است در هفت جلد منتشر شود. او در ۱۹۶۸، سالی که به دانشگاه استانفورد پیوست، نخستین جلد این مجموعه را منتشر کرد.

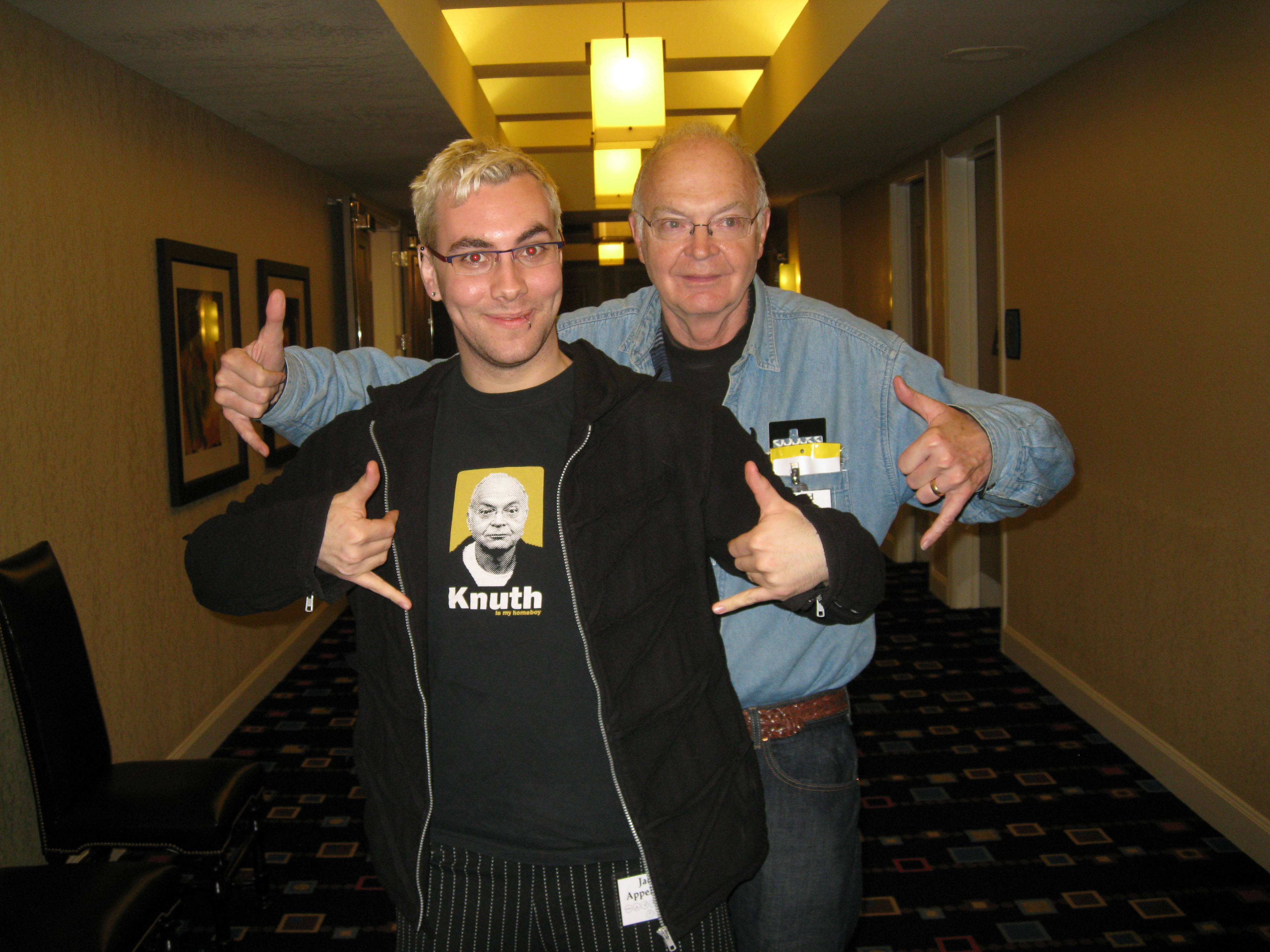
جیکوب اپلبام و دانالد کنوث

در ۱۹۷۱ کنوث برنده نخستین دوره جایزه گریس موری هاپر شد. او جوایز بسیار دیگری را نیز به خود اختصاص داده‌است از جمله جایزه تورینگ، نشان ملی علوم، جایزه جان فون نویمان و جایزه کیوتو. پس از انتشار سومین جلد مجوعه‌اش در سال ۱۹۷۶ و در اثر نارضایتی از محدودیت‌های ابزارهای رایج حروف‌چینی و نشر به پیاده‌سازی سامانه‌های تک و فراقلم مشغول شد.
برای قدردانی از فعالیت‌ها و کمک‌های کنوث به علوم رایانه، لقب منحصربه‌فرد «استاد در هنر برنامه‌نویسی رایانه» در سال ۱۹۹۰ به وی اهدا شد. این لقب از آن پس «استاد افتخاری در هنر برنامه‌نویسی رایانه» خوانده می‌شود. (Professor Emeritus of the Art of Computer Programming)
او در ۱۹۹۲ به عضویت فرهنگستان علوم فرانسه درآمد و همان سال نیز برای کار روی «هنر برنامه‌نویسی رایانه»
پژوهش‌های معمول و تدریس در دانشگاه استانفورد را رها کرد. در سال ۲۰۰۳ وی به اعضای انجمن سلطنتی لندن پیوست.
سال ۲۰۰۴، سال بازچاپ سه جلد نخست مجوعه‌اش بود در حالی که کنوث هم‌اکنون روی جلد چهارم کار می‌کند و به‌طور مرتب بخش‌هایی از آن را روی وبگاه شخصی‌اش منتشر می‌کند. هم‌زمان، کنوث، چندین بار در سال، سخنرانی‌هایی غیررسمی در دانشگاه استانفورد ارائه می‌دهد که آن‌ها را «تعمقی در رایانه» می‌نامد.‌

## نکات کوچک‌تر
کنوث برنامه‌نویس مشهوری است که به شوخ‌طبعی‌های بازیگوشانه‌اش معروف است:
- او به هرکسی که در کتاب‌هایش اشتباه یا هر ایراد چاپی پیدا کند دو دلار و پنجاه و شش سنت (۲٫۵۶) مژدگانی می‌دهد چون "۲۵۶ سنت برابر یک دلار در مبنای شانزده است." (این جایزه برای ایرادات کتاب "۳:۱۶ درک متون کتاب مقدس" سه دلار و شانزده سنت است)
- شماره نسخه‌های نرم‌افزار تک او به عدد π میل می‌کند، یعنی شماره نسخه‌ها با ترتیب ۳، ۳٫۱، ۳٫۱۴ و مانند آن افزایش پیدا می‌کند. شماره نسخه‌های فراقلم به عدد e میل می‌کند.
- او یک بار به استفاده‌کنندگان نرم‌افزارش هشدار داد: "مراقب اشکالات کد این برنامه باشید؛ من نشان داده‌ام که برنامه درست کار می‌کند، اما آن را امتحان نکرده‌ام."
- علاوه بر نوشته‌هایش در زمینه علوم رایانه، کنوث هم‌چنین نویسنده ۳:۱۶ روشنگری متون انجیل که در آن او کتاب مقدس را طی فرایند «نمونه برداری تصادفی طبقه‌بندی شده» بررسی می‌کند، یا به‌طور دقیق‌تر، او هر بند شماره ۱۶ از هر بخش با شماره ۳ هر کتاب را مطالعه می‌کند. او هر بند را با نمونه خطاطی شده آن همراه کرده‌است، که حاصل تلاش داوطلبانه گروهی از خوشنویسان زیر نظر هرمان تساپف است.
- کنوث نخستین نوشتار علمی‌اش به نام «سامانه پاتچبی (Potrzebie) برای وزن‌ها و دیگر میزان‌ها» را در یک مجله مدرسه‌ای در ۱۹۵۷ منتشر کرد و در آن واحد طول را ضخامت شماره ۲۶ مجله MAD تعریف کرد و نام واحد نیرو را نیز "whatmeworry" ("نگرانم می‌کنه") نامید. مجله MAD مقاله را خرید و در نسخه ژوئن ۱۹۵۷ خود منتشر کرد.

## زندگی شخصی
کنوت که لوتری است علاوه بر مکتوبات علوم کامپیوتری، نویسندهٔ کتاب 3:16 Bible Texts Illuminated است، که در آن انجیل را توسط فرایند نمونه برداری متقارن بررسی می‌کند، مشخصاً تحلیلی از فصل ۳، آیه ۱۶ هر کتاب ارائه می‌کند. به همراه هر آیه یک اثر هنری خطاطی از گروهی از خطاطان آمده‌است.
از سرگرمی‌های کنوث موسیقی و به ویژه نواختن ارگ کلیسا است. او یک ارغنون لوله‌ای در منزل خود نصب کرده‌است و با این همه داشتن هر استعدادی در نواختن این ساز را انکار می‌کند. او از پست الکترونیکی استفاده نمی‌کند، زیرا به گفته خودش آن را از ۱۹۷۵ تا اول ژانویه ۱۹۹۰ به کار برده که برای یک عمر کافی است. در عوض مکاتبه فلّه‌ای را مؤثرتر می‌داند یعنی استفاده از پست سنتی هر چند ماه یکبار.
همسرش، جیل کنوث، کتابی با عنوان بیرق‌های بی‌نوشته در سال ۱۹۸۶ منتشر کرده‌است. این کتاب دربارهٔ طرح بیرق‌های متفاوتی است که در مراسم مذهبی مسیحیان در کلیسا استفاده می‌شود. این زوج دو فرزند دارند.